# (400425) 2008 CX126
(400425) 2008 CX126 es un asteroide perteneciente al cinturón de asteroides, región del sistema solar que se encuentra entre las órbitas de Marte y Júpiter, descubierto el 30 de enero de 2008 por el equipo del Mount Lemmon Survey desde el Observatorio del Monte Lemmon, Arizona, Estados Unidos.

## Designación y nombre
Designado provisionalmente como 2008 CX126. 

## Características orbitales
2008 CX126 está situado a una distancia media del Sol de 2,956 ua, pudiendo alejarse hasta 3,209 ua y acercarse hasta 2,703 ua. Su excentricidad es 0,085 y la inclinación orbital 1,619 grados. Emplea 1856,73 días en completar una órbita alrededor del Sol.

## Características físicas
La magnitud absoluta de 2008 CX126 es 17. 